# Santos-Dumont 14-bis
Il Santos-Dumont 14-bis, spesso citato semplicemente come 14-bis e noto anche come Oiseau de Proie ("uccello da preda", o "rapace", in francese), fu un biplano sperimentale progettato e costruito nei primi anni del Novecento dal pioniere dell'aviazione franco-brasiliano Alberto Santos-Dumont. L'aeroplano volò per la prima volta il 13 settembre 1906 ed eseguì in totale nove voli, il più lungo dei quali coprì una distanza di 220 metri.
Fu il primo aeroplano a volare in Europa, e fu il primo velivolo dotato di un vero e proprio carrello d'atterraggio capace di decollare autonomamente; di conseguenza è considerato da alcuni il primo aereo vero e proprio ad aver mai volato.
Volando sul 14-bis Santos-Dumont si aggiudicò il premio messo in palio da Ernest Archdeacon per il primo volo più lungo di 25 metri, nonché il premio dell'Aéro-Club de France per il primo volo di più di 100 metri.

## Storia del progetto
Tra la fine del XIX secolo e l'inizio del XX la Francia si considerava il paese aeronauticamente più avanzato del mondo: in parte sulla scia, ormai antica, del primato dei fratelli Montgolfier (che nel 1783 erano stati i primi a far sollevare da terra un pallone ad aria calda) e in parte perché nel paese erano attive delle istituzioni – la prima e la più importante delle quali era l'Aéro-Club de France, fondato nel 1898 – che si ponevano esplicitamente l'obiettivo di realizzare il volo umano anche con macchine "più pesanti dell'aria".
Pertanto, i successi ottenuti tra il 1903 e il 1905 dai fratelli Wright con i loro Flyer I, II e III infastidirono abbastanza gli appassionati di aviazione francesi; in alcuni casi essi sminuirono i risultati dei pionieri statunitensi, ma più spesso si lanciarono in prima persona nel tentativo di realizzare macchine in grado di volare, per dimostrare di non essere da meno dei due fratelli di Dayton. Un ulteriore stimolo alla progettazione e alla costruzione di macchine volanti veniva dai consistenti premi in denaro messi in palio dall'Aéro-Club o da ricchi appassionati indipendenti per chi fosse riuscito a realizzare quelli che, trascurando gli exploit dei Wright, venivano definiti "primi voli".
Fu in parte per via di questi premi che Alberto Santos-Dumont, un ingegnere brasiliano naturalizzato francese, già famoso per i suoi dirigibili e cofondatore dell'Aéro-Club de France stesso, decise di impegnarsi seriamente nella costruzione di un aeroplano.

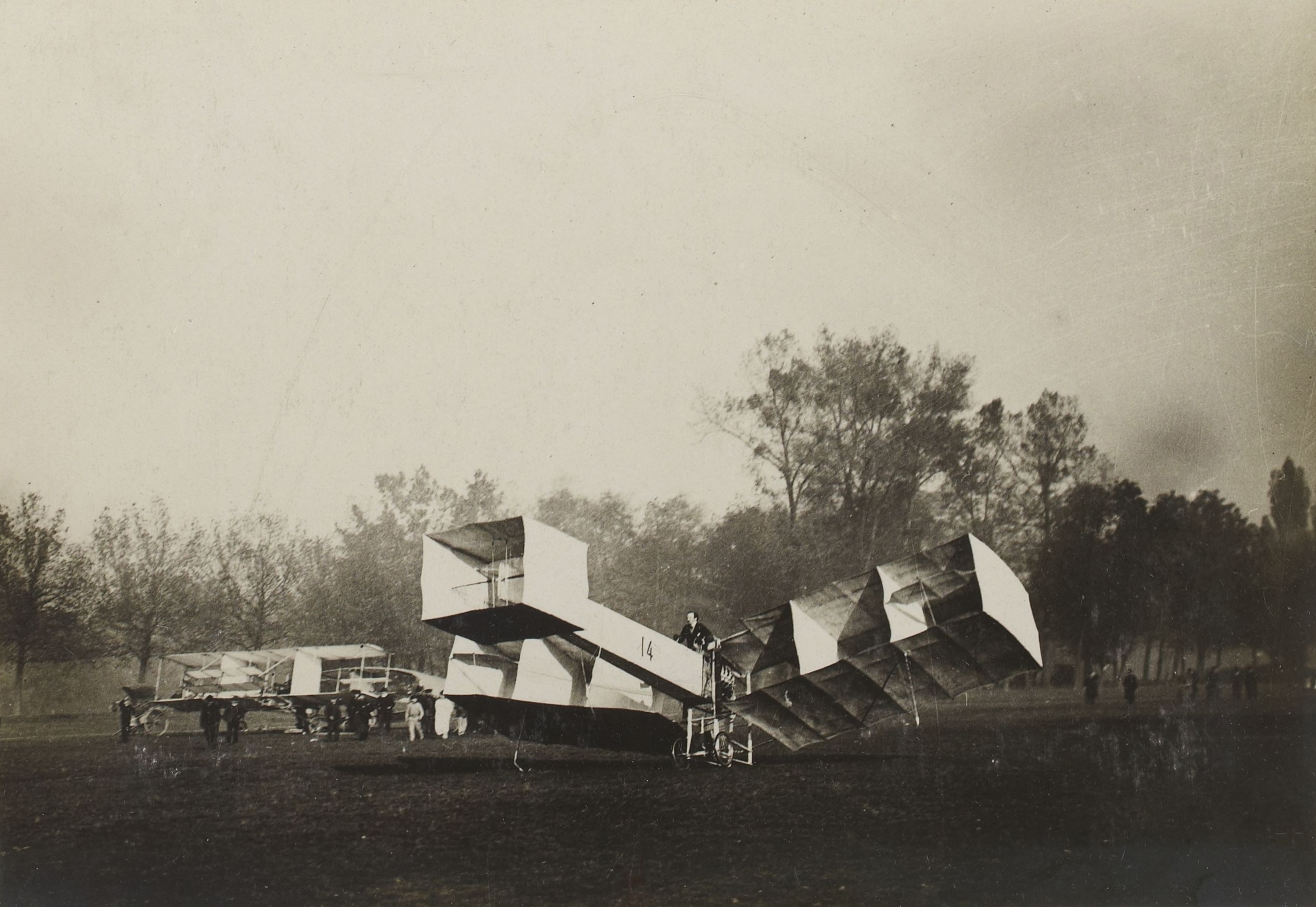
Vista anteriore del Santos-Dumont 14-bis a terra; notare l'ala a scatola in posizione posteriore, con le sue tre superfici verticali per ciascun lato, e la scatola anteriore che fungeva da timone ed equilibratore.

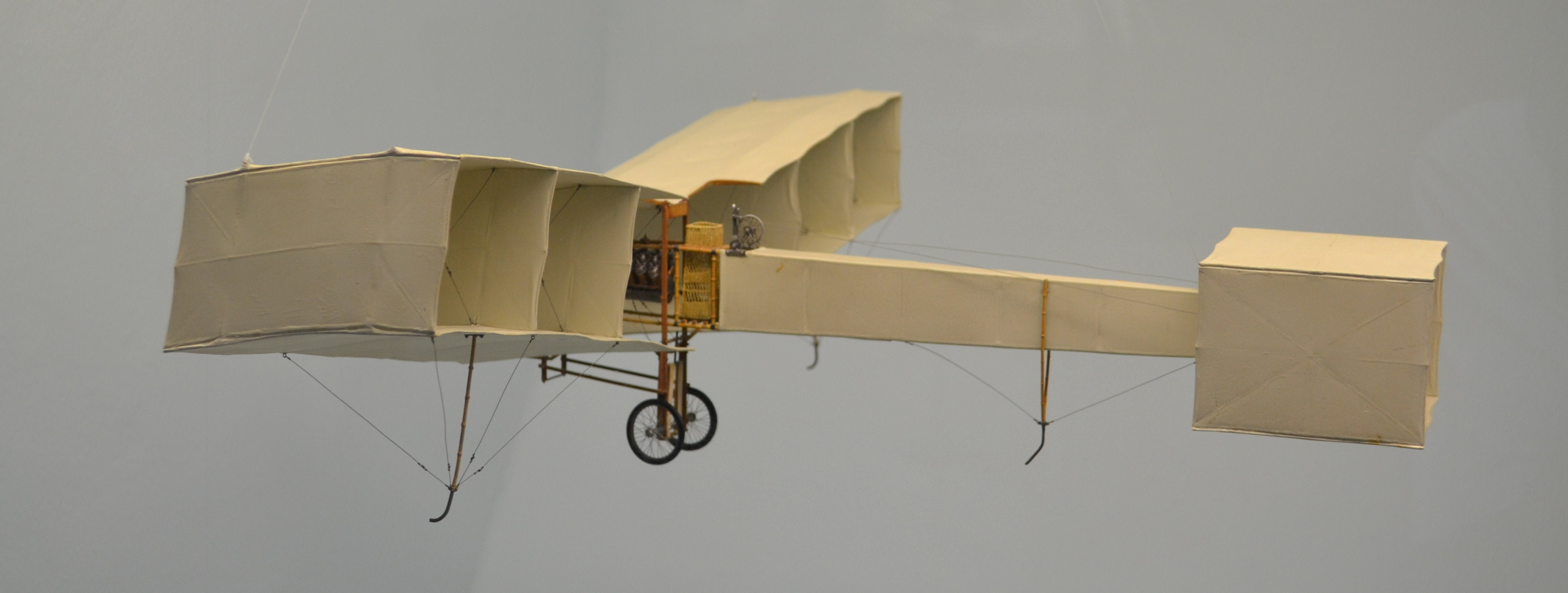
Un modello in scala 1:25 del 14-bis conservato al Deutsches Museum di Monaco, in Germania. Notare la peculiare struttura dell'ala, il carrello e i pattini d'atterraggio, la postazione del pilota.

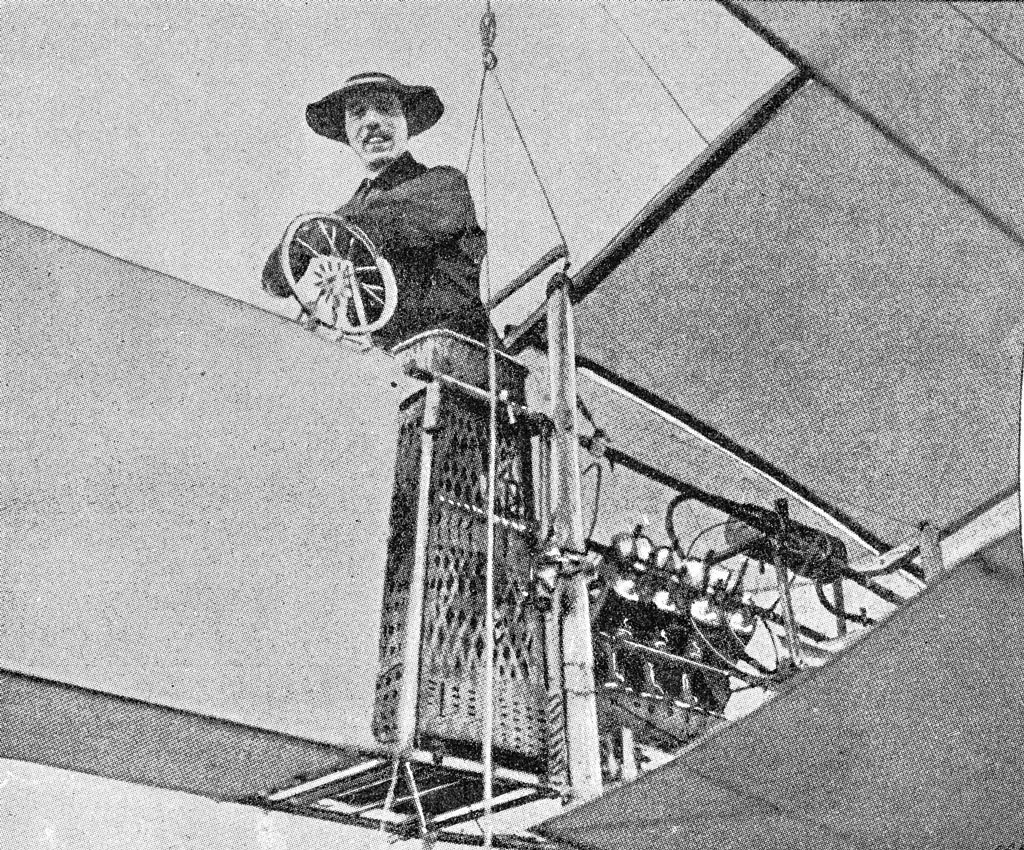
Alberto Santos-Dumont a bordo del suo 14-bis. Il pilota è in piedi in un cestino di vimini e dietro di lui è collocato il motore, di cui si vedono chiaramente i quattro cilindri di sinistra.

Nel giugno 1905, a Parigi, il pioniere dell'aviazione Gabriel Voisin aveva eseguito delle sperimentazioni con un aliante biplano le cui ali erano costruite secondo lo schema dell'"aquilone a scatola", inventato e studiato approfonditamente dal pioniere australiano Lawrence Hargrave. Tale filosofia costruttiva prevedeva che le due ali, superiore e inferiore, fossero collegate da alcune superfici verticali; esse, conferendo all'ala il suo aspetto "a scatola", rendevano la struttura complessiva rigida, robusta e leggera, producendo inoltre molta portanza. Il successo di Voisin, che era riuscito a far volare il suo aliante per 150 metri facendolo trainare sopra la Senna da un motoscafo veloce, aveva influenzato fortemente tutti gli sperimentatori francesi, e le ali a scatola erano divenute praticamente lo standard a Parigi, dove in quel periodo Santos-Dumont viveva e lavorava.
Il progetto dell'aviatore franco-brasiliano prese dunque forma sulla base delle ali a scatola inventate da Hargrave e sperimentate da Voisin, alle quali egli sommò un motore Antoinette V8 da 18 chilowatt (24 cavalli); si trattava di un propulsore innovativo, potente e relativamente leggero. Santos-Dumont era rimasto molto impressionato dai motori Antoinette di Léon Levavasseur fin dalla prima volta che li aveva visti in azione, impiegati su alcuni motoscafi da corsa durante una competizione nautica in Costa azzurra.
La costruzione del 14-bis avvenne in segreto, a Neuilly, e fu completata all'inizio dell'estate del 1906.

## Tecnica
Il Santos-Dumont 14-bis era un biplano monomotore monoposto con configurazione canard, caratterizzato da un innovativo carrello d'atterraggio con due ruote principali posteriori e un pattino anteriore.
L'ala a scatola, dotata di tre superfici aerodinamiche di rinforzo per ogni lato (in altre parole, formata da tre "celle Hargrave" per ogni semiala) era posta in coda; era caratterizzata da un forte diedro, il quale garantiva all'aereo una buona stabilità di rollio, ma il progetto iniziale non prevedeva alcuna superficie mobile finalizzata al controllo delle rotazioni del velivolo intorno al suo asse longitudinale.
Sotto all'ala si trovava il carrello, formato da due ruote a raggi; due pattini erano collocati sotto le ali, in modo da evitare sbandamenti laterali dovuti alla ristretta carreggiata delle due ruote principali; un terzo pattino si trovava sotto la fusoliera, e costituiva il punto d'appoggio anteriore.
Il motore, inizialmente un V8 Antoinette da 18 chilowatt (24 cavalli), sostituito nell'agosto 1906 con un altro del tutto simile ma capace di 37 chilowatt (50 cavalli), era collocato tra le due semiali, nell'estrema coda dell'aereo. La rudimentale elica spingente era anch'essa in coda, subito dietro al motore.
Davanti al gruppo motopropulsore, in corrispondenza con il bordo d'attacco dell'ala, si trovava il posto di pilotaggio: il pilota comandava l'aereo stando in piedi in un piccolo cestino di vimini alto circa 90 centimetri, molto simile a quelli tipici delle mongolfiere.
La struttura della lunga e sottile fusoliera che si sviluppava davanti al posto di pilotaggio era in legno di bambù, con giunti in alluminio – quest'ultimo, un materiale raro e poco conosciuto nel 1906, era destinato a diffondersi ampiamente nel campo dell'aviazione per via della sua leggerezza; il rivestimento era in seta giapponese.
In testa all'aeroplano, incernierata all'estremità anteriore della fusoliera, c'era un'altra cella Hargrave, una scatola formata da due superfici verticali e due orizzontali unite a formare una sorta di cassa con due lati aperti; questa struttura, mossa dai comandi del pilota attraverso un sistema di cavi e tiranti, fungeva sia da timone (quando, ruotando intorno a un asse verticale, le sue superfici verticali deviavano il flusso d'aria lateralmente) sia da equilibratore (quando, ruotando intorno a un asse trasversale, le sue superfici orizzontali deviavano il flusso d'aria in alto o in basso).

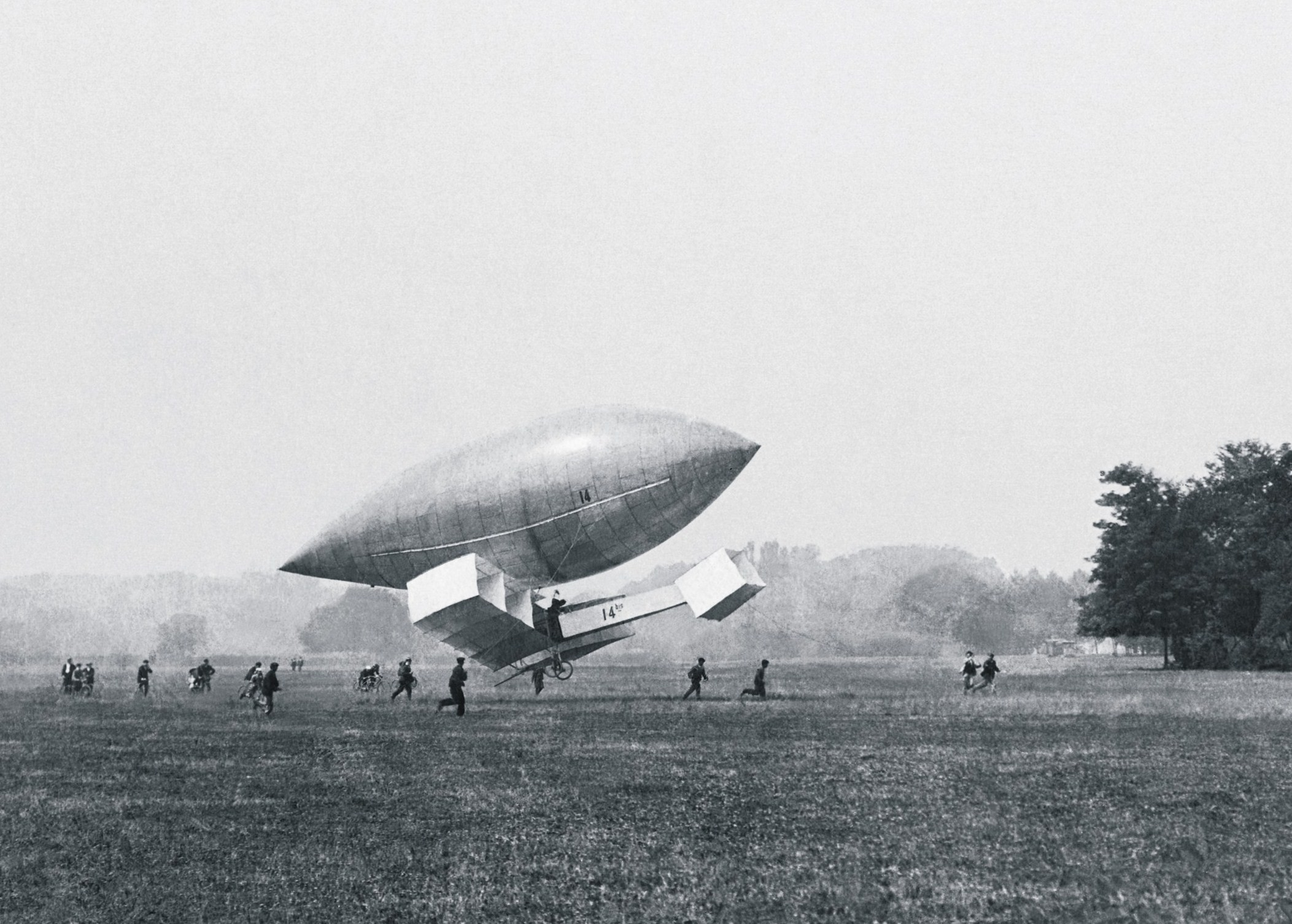
L'aeroplano 14-bis appeso sotto il ventre di un dirigibile floscio Santos-Dumont (il Numero 14, da cui l'aereo prese il nome) per i test finalizzati a studiare il suo comportamento in aria.

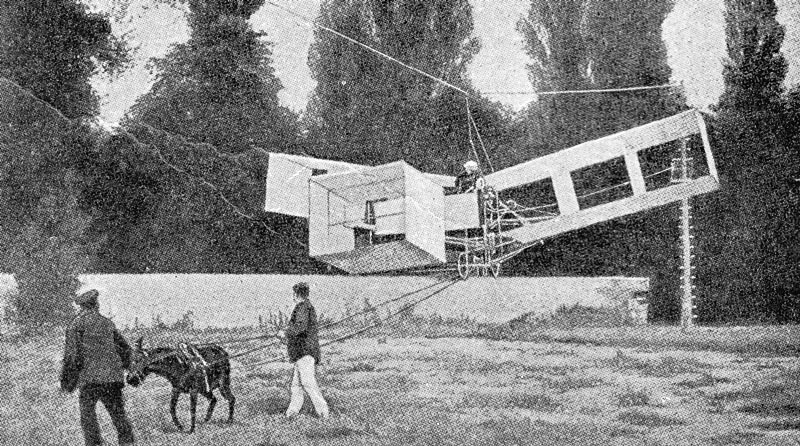
Il 14-bis, appeso a un cavo d'acciaio, viene trainato da un mulo nel corso degli esperimenti preliminari al volo.

## Impiego
Poco dopo la fine della fase di costruzione dell'aeroplano, Santos-Dumont trasferì il 14-bis da Neuilly a Bagatelle, una località vicino al Bois de Boulogne, nei sobborghi di Parigi; a partire dal luglio 1906, in un campo pianeggiante e con pochi alberi, il velivolo cominciò a subire una serie di test preliminari al vero e proprio tentativo di volare. Il primo esperimento di Santos-Dumont consisté nell'appendere l'aereo sotto la pancia del più recente dirigibile floscio che lui stesso aveva costruito, il Numero 14, per valutare il suo comportamento in volo. Nel corso di questo test, però, le forze aerodinamiche agenti sull'aereo trasmisero al dirigibile notevoli sollecitazioni, limitando fortemente la sua controllabilità e rischiando addirittura di strappare il suo rivestimento. Per via della loro pericolosità, quindi, le sperimentazioni in cui l'aeroplano veniva portato in volo da un dirigibile vennero subito interrotte; tuttavia, grazie ad esse, il progettista e i suoi collaboratori riuscirono a ottenere importanti informazioni sull'equilibrio del velivolo, le quali vennero usate per migliorarne il centraggio, cioè la distribuzione dei pesi intorno al baricentro.
Accantonati i test di questo tipo, l'aviatore franco-brasiliano rivolse la sua attenzione verso un esperimento più semplice e meno pericoloso: le estremità superiori di due pali – uno più alto e uno più basso – vennero collegate con un lungo cavo d'acciaio in modo che questo risultasse leggermente in pendenza; l'aeroplano, appeso al cavo per mezzo di una carrucola, veniva tirato da un mulo fino all'estremità più alta, e poi lasciato andare; mentre il velivolo scorreva in discesa lungo il cavo per gravità, Santos-Dumont valutava il suo comportamento nel flusso d'aria e, insieme ai suoi collaboratori, ne studiava la stabilità e migliorava ulteriormente il centraggio.
Nell'agosto del 1906, sempre a Bagatelle, Santos-Dumont iniziò a sottoporre il 14-bis a dei test di rullaggio; l'aereo fu spinto (dalla sola potenza del suo motore) a velocità prossime a quella di decollo, senza però staccarsi dal suolo. Il motore, che era ancora l'Antoinette da 24 cavalli, si dimostrò troppo poco potente per far raggiungere all'aereo velocità sufficientemente elevate, e fu quindi allora che venne sostituito con un altro Antoinette, questa volta da 50 cavalli.
I test a terra proseguirono, dopo l'installazione del nuovo propulsore, con il raggiungimento di velocità sempre maggiori; all'inizio di settembre si verificò un piccolo incidente, il quale non ebbe però conseguenze gravi; pochi giorni dopo, infatti, nel corso di un test di rullaggio ad alta velocità le ruote del 14-bis si staccarono dal suolo per un breve istante.
A quel punto l'attenzione mediatica per gli esperimenti legati al 14-bis era grande; il 13 settembre 1906, dopo l'annuncio pubblico che Santos-Dumont intendeva concorrere per tutti i premi delle autorità aeronautiche francesi (in particolare, i 3000 franchi messi in palio da Archdeacon per il primo volo di 25 metri e i 1000 franchi messi in palio dall'Aéro-Club de France per il primo volo di 100 metri) un gran numero di persone, tra cui le autorità dell'Aéro-Club, si raccolsero intorno al campo di Bagatelle per assistere al primo vero tentativo di volare del 14-bis.
Il primo tentativo fallì, poiché in alcuni cilindri del motore non avveniva lo scoppio della miscela di aria e combustibile. Il propulsore tuttavia venne rapidamente riparato, e Santos-Dumont partì subito per un secondo tentativo; questa volta l'aereo si sollevò da terra di circa un metro, percorrendo una decina di metri. Il volo era stato troppo corto per far vincere il premio a Santos-Dumont, e inoltre si era concluso con un atterraggio in assetto fortemente cabrato durante il quale l'elica era entrata in contatto con il suolo, danneggiandosi; tuttavia, la giornata si era risolta in un sostanziale successo per l'aviatore franco-brasiliano, e la sua popolarità ne era uscita ulteriormente aumentata.

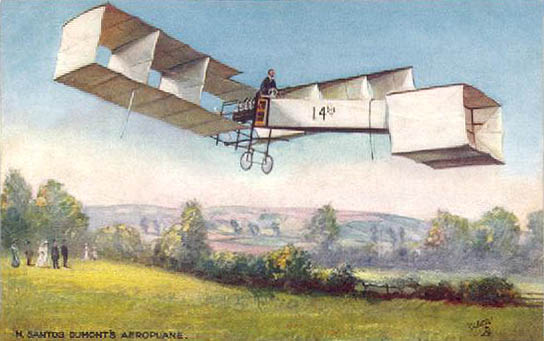
Il 14-bis in volo in una cartolina d'epoca.

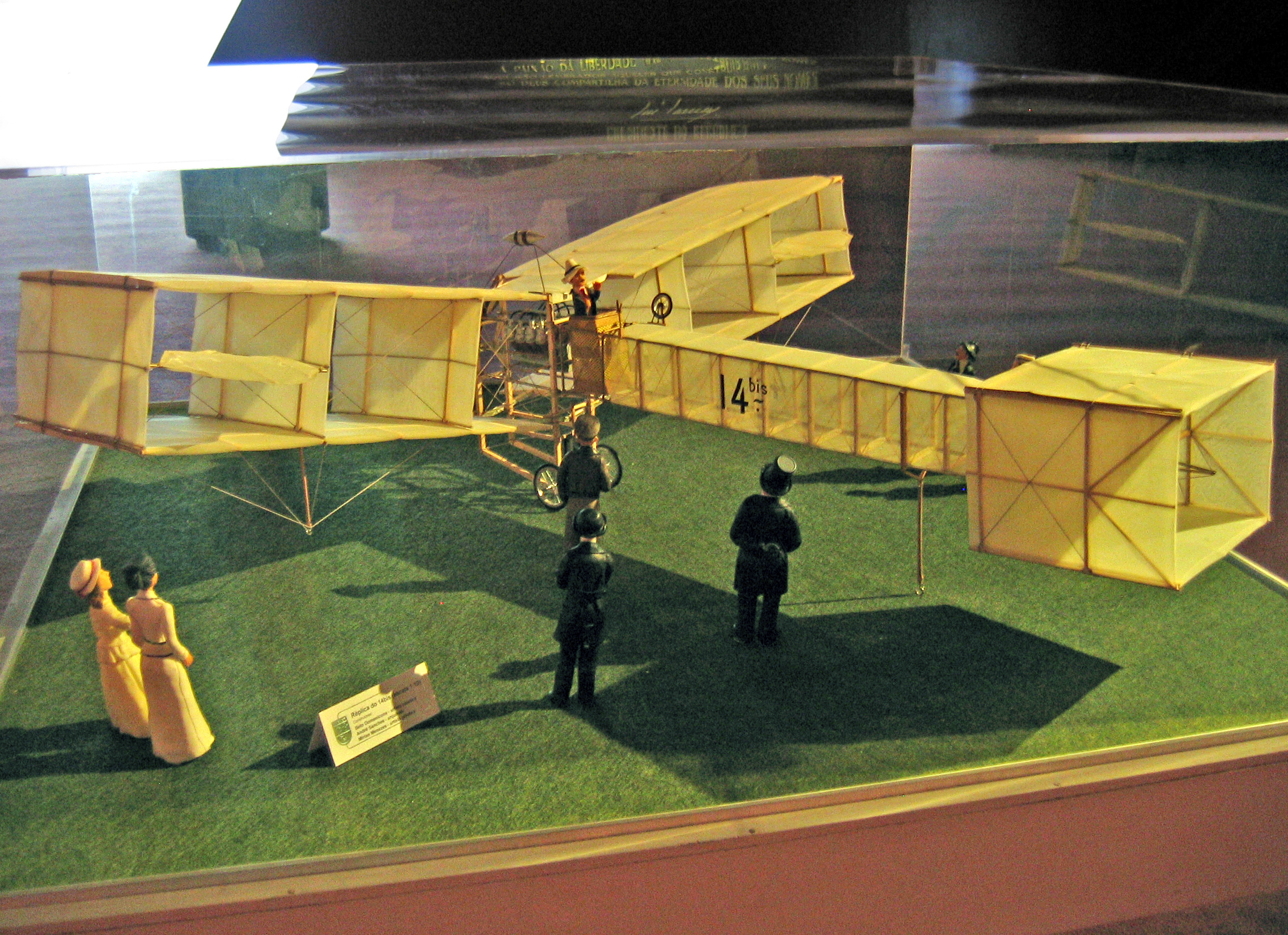
Un modellino del 14-bis come appariva a partire dal novembre 1906; notare, all'interno della cella più esterna di ciascuna delle due semiali, la superficie ottagonale articolata che fungeva da alettone.

L'aereo venne riparato, e il 23 ottobre era pronto per una nuova giornata di esperimenti; dapprima vennero eseguiti dei test sul motore, poi altre prove di rullaggio ad alta velocità, e infine Santos-Dumont compì un nuovo decollo: questa volta l'aereo si sollevò dal suolo di più di 3 metri, coprendo una distanza di oltre 60 metri; il premio Archdeacon venne quindi assegnato senza esitazione al pilota del 14-bis.
Santos-Dumont però mirava anche all'altro premio, economicamente meno consistente ma più prestigioso; l'aereo venne quindi di nuovo riparato, poiché anche l'ultimo atterraggio di ottobre l'aveva lievemente danneggiato, e inoltre gli venne apportata un'importante modifica: al fine di consentire al pilota di controllare almeno parzialmente il rollio vennero installate all'estremità delle ali due superfici di controllo simili a dei moderni alettoni. Si trattava di due superfici ottagonali con la stessa struttura in legno e tela del resto dell'aereo, incernierate all'altezza del bordo di attacco dell'ala a metà della cella più esterna di ciascuna delle due semiali; ruotando intorno a un asse parallelo all'apertura dell'ala queste superfici consentivano di far ruotare e virare l'aereo. Il movimento di questi alettoni era controllato dal pilota per mezzo di una coppia di cavi collegati direttamente alla sua tuta di volo in corrispondenza delle spalle, in modo tale che egli regolava il rollio dondolando il suo corpo a destra o a sinistra (un po' come facevano anche i fratelli Wright, sui cui primi aerei il rollio era controllato dal movimento dei fianchi del pilota).
La folla si riunì nuovamente intorno a Santos-Dumont il 12 novembre, quando il 14-bis così modificato tentò ancora di aggiudicarsi il premio da 1000 franchi per il primo volo di 100 metri. I primi tentativi della mattina videro l'aereo decollare ripetutamente con successo, senza mai però rimanere in aria abbastanza a lungo; i primi tre voli coprirono rispettivamente 40, poi ancora 40 e infine 50 metri. L'atterraggio dopo l'ultimo di questi voli fu brusco, e danneggiò l'asse delle ruote; le riparazioni furono portate a termine durante una pausa intorno all'ora di pranzo, e nel pomeriggio Santos-Dumont riprese i suoi tentativi. Il 14-bis si staccò da terra per un altro volo di 50 metri, e poi per uno di 82. Al tramonto, quando ormai la gente aveva quasi riempito il campo d'aviazione improvvisato di Bagatelle, il 14-bis si alzò per il suo ultimo tentativo: dopo il decollo Santos-Dumont si alzò fino a un'altezza di 4 metri, e riuscì a tenere in volo l'aereo per 22 secondi, percorrendo 220 metri e aggiudicandosi così anche il secondo premio in denaro.
Il 14-bis volò ancora nell'aprile 1907, ma senza superare il record di distanza stabilito l'anno precedente; già verso la fine del 1906, comunque, Santos-Dumont aveva iniziato a dedicarsi a un nuovo aeroplano, il modello 15, e l'attenzione per il 14-bis era andata presto calando. Tuttavia, l'importanza del 14-bis fu grande: l'esperienza accumulata grazie ad esso fu determinante nella concezione da parte dello stesso Santos-Dumont di altri aeroplani di successo, uno su tutti l'ultraleggero Demoiselle, e l'influenza del 14-bis andò ben oltre la sola produzione del pioniere franco-brasiliano. Infatti, anche se l'aereo conservava alcuni elementi arcaici che non erano destinati ad avere un futuro (la configurazione canard, l'ala a scatola), alcune delle caratteristiche che esso aveva introdotto erano invece estremamente moderne, e sarebbero diventate lo standard sui velivoli successivi (in particolare gli alettoni e il carrello con delle vere e proprie ruote). Inoltre il successo di Santos-Dumont, anche grazie al notevole riscontro mediatico che suscitò, contribuì in misura notevole ad accrescere l'interesse dell'opinione pubblica per l'aviazione.

## Note

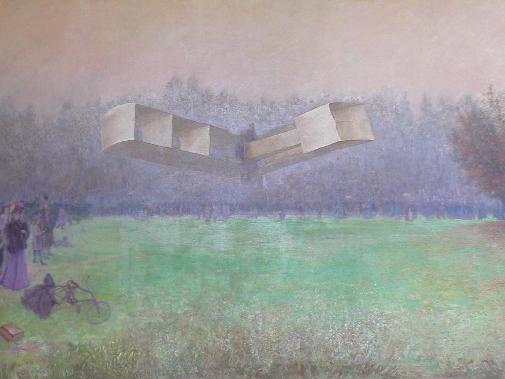
Un dipinto a olio del 1906 circa dell'artista brasiliano Joaquim Fernandes Machado celebra il primo volo di Santos-Dumont.